# Metopius fuscipennis
Metopius fuscipennis là một loài tò vò trong họ Ichneumonidae.